# Sundasciurus
Genre
Sundasciurus est un genre d'écureuils de la famille des sciuridés.

## Liste des espèces
Ce genre comprend les espèces suivantes :
- Sundasciurus brookei (Thomas, 1892)
- Sundasciurus davensis (Sanborn, 1952)
- Sundasciurus fraterculus (Thomas, 1895)
- Sundasciurus hippurus (I. Geoffroy, 1831) - écureuil à queue-de-cheval[1]
- Sundasciurus hoogstraali (Sanborn, 1952)
- Sundasciurus jentinki (Thomas, 1887)
- Sundasciurus juvencus (Thomas, 1908)
- Sundasciurus lowii (Thomas, 1892)
- Sundasciurus mindanensis (Steere, 1890)
- Sundasciurus moellendorffi (Matschie, 1898)
- Sundasciurus philippinensis (Waterhouse, 1839)
- Sundasciurus rabori Heaney, 1979
- Sundasciurus samarensis (Steere, 1890)
- Sundasciurus steerii (Günther, 1877)
- Sundasciurus tenuis (Horsfield, 1824)

## Publication originale
- Moore, J. C. 1958. New genera of East Indian squirrels. American Museum Novitates, 1914: 1-5. (pdf)